# Larrabasterra
Larrabasterra è una stazione della linea 1 della metropolitana di Bilbao.
Si trova tra Arabeta Kalea e Loiola Ander Deuna Kalea, nel comune di Sopela.

## Storia
La stazione è stata inaugurata l'11 novembre 1995 con il primo tratto della linea 1.